# Anni 720 a.C.
Gli anni 720 a.C. sono il decennio che comprende gli anni dal 729 a.C. al 720 a.C. inclusi.

## Morti
- Tiglatpileser III, sovrano assiro